# 돌라브로사우루스
돌라브로사우루스(학명:Dolabrosaurus aquatilis)는 도마뱀아목에 드레파노사우루스과에 속하는 도마뱀의 일종이다. 지금은 멸종된 종으로 몸길이가 2~3m인 거대한 고대의 도마뱀이다.

## 특징
돌라브로사우루스는 도마뱀 중에선 나무를 잘타는 도마뱀 중에 하나였다. 나무에 올라가서 먹이를 구했던 도마뱀 중에 하나이며 다리가 나무에 올라가는 데에 적합한 몸체를 가지고 있었다. 발바닥은 나무의 미끄러운 부분을 딛고 올라갈 수 있도록 빨판의 모습을 하고 있었으며 이를 통해 나무를 오르고 내리는 데에 많은 도움을 주었던 신체의 기관이 된다. 이빨은 작고 예리하여 뾰족한 삼각형 모양의 이빨들을 양턱에 총 10~15개를 가지고 있었으며 이를 통해 먹이를 사냥했을 것으로 보인다. 먹이로는 당대에 서식했던 곤충, 작은 동물 및 공룡의 알을 포함하는 육식성의 먹이와 양치식물의 열매, 잎과 같은 채식성의 먹이로 같이 섭이했을 잡식성의 도마뱀으로 추정된다.

## 생존시기와 서식지와 화석의 발견
돌라브로사우루스가 생존하던 시기는 중생대의 트라이아스기 후기로서 지금으로부터 약 2억년전~1억 8천만년전에 생존했던 종이다. 생존했던 시기에는 북아메리카를 중심으로 하는 산맥이나 열대우림들에서 주로 서식했을 것으로 추정되는 종이다. 화석의 발견은 1992년에 북아메리카의 트라이아스기에 형성된 지층에서 미국과 캐나다의 고생물학자들에 의해 처음으로 화석이 발견되어 새롭게 명명된 종이다.

## 같이 보기
- 파충류
- 중생대
- 도마뱀